# Nagybarca
Nagybarca község Borsod-Abaúj-Zemplén vármegyében, a Kazincbarcikai járásban.

## Fekvése
A Bán-patak völgyében fekszik, a megyeszékhely Miskolctól közúton 30 kilométerre északnyugatra.
A környező települések: észak felől Vadna (kb. 6 km-re), északkelet felől Sajóivánka, kelet felől Kazincbarcika (kb. 10 km-re), dél-délnyugat felől Bánhorváti (5 km-re), északnyugat felől pedig Sajóvelezd. A legközelebbi város Kazincbarcika.

### Megközelítése
Csak közúton érhető el, Vadna vagy Bánhorváti érintésével, a 2506-os úton.

## Története
Először a 12. században említik a települést, 1194-ben már lakott hely. Fontos királyi őrhelyként szerepelt. Borcha néven fordul elő 1334-1335-ben a pápai tizedlajstromban. A 16. században Nagh Barcza néven említik. 1554-ben a törökök felégették. Faházak helyett kőházakkal építik újjá. Az egri uradalom része volt. A település hamar a Reformáció híve lett. 1597-ben leányegyház, 1789-től pedig anyaegyház. 1789-ből származik az első hivatalos egyházi irat. Román kori templomát 1905-ben újjáépítették, de harangja még ma is az eredeti középkori harang. A vármegyében az egyik legrégebbi műemlékharang. Nagybarca 1989 óta önálló község.

## Közélete

### Polgármesterei
- 1990–1994: Szatmári István (független)[4]
- 1994–1998: Szatmári István (független)[5]
- 1998–2001: Szatmári István (független)[6]
- 2001–2002: Vadnai Zoltán (független)[7][8]
- 2002–2006: Vadnai Zoltán (független)[9]
- 2006–2010: Vadnai Zoltán Géza (független)[10]
- 2010–2014: Vadnai Zoltán Géza (független)[11]
- 2014–2019: Vadnai Zoltán Géza (független)[12]
- 2019–2024: Tóth-Péter Zoltán (független)[13]
- 2024– : Tóth-Péter Zoltán (független)[1]

A településen 2001. október 28-án időközi polgármester-választást tartottak, az előző polgármester lemondása miatt.

## Ismert emberek

### Nagybarcán születtek
- Itt született 1794. október 18-án Almási Balogh Pál orvos, tudós.
- Itt született 1920. december 21-én Kecskési Tollas Tibor, költő.

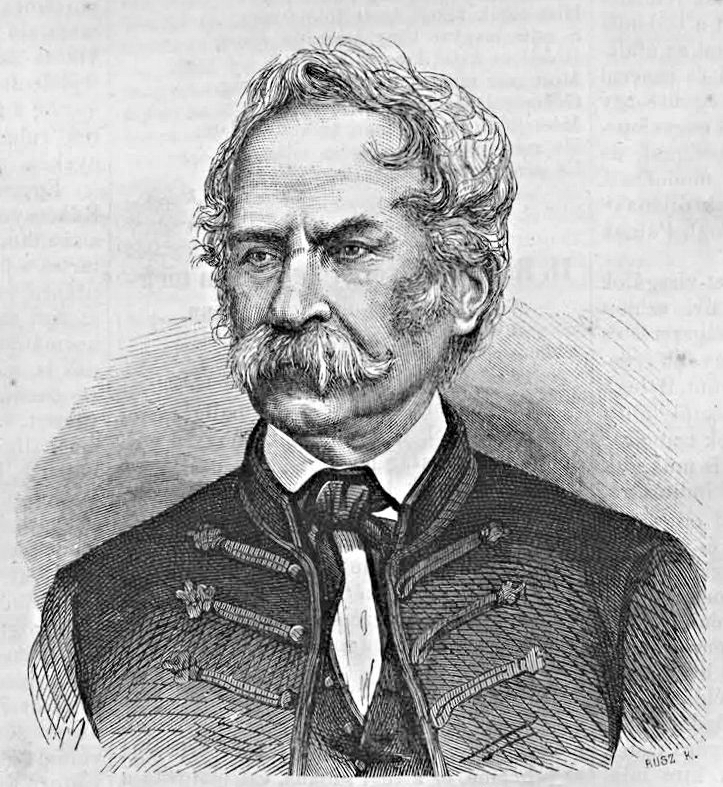
Almási Balogh Pál portréja

## Népesség
A település népességének változása:
| Lakosok száma | 981  | 960  | 939  | 973  | 844  | 833  | 865  |
|               | 2013 | 2014 | 2015 | 2021 | 2022 | 2023 | 2024 |

2001-ben a település lakosságának közel 100%-a magyar nemzetiségűnek vallotta magát.
A 2011-es népszámlálás során a lakosok 82,2%-a magyarnak mondta magát (17,8% nem válaszolt; a kettős identitások miatt a végösszeg nagyobb lehet 100%-nál). A vallási megoszlás a következő volt: római katolikus 17,2%, református 48,7%, görögkatolikus 1,2%, evangélikus 0,3%, felekezeten kívüli 12,1% (20,3% nem válaszolt).
2022-ben a lakosság 83,9%-a vallotta magát magyarnak, 1,2% cigánynak, 0,4% románnak, 0,1% németnek, 0,1% bolgárnak, 1,1% egyéb, nem hazai nemzetiségűnek (16,1% nem nyilatkozott; a kettős identitások miatt a végösszeg nagyobb lehet 100%-nál). Vallásuk szerint 11,5% volt római katolikus, 32,2% református, 2,3% görög katolikus, 1,1% egyéb keresztény, 0,2% evangélikus, 10,8% felekezeten kívüli (41% nem válaszolt).

## Látnivalók
- Református templom (alapjai román koriak)
- Tollas Tibor Emlékház
- Hősi halottak emlékparkja